# Амик, Мэдхен
Мэ́дхен Эле́йна А́мик (англ. Mädchen Elaina Amick [ˈmeɪdʃən ˈeɪmɪk]; род. 12 декабря 1970, Спаркс, Невада) — американская актриса.

## Биография
Своим необычным именем (нем. Mädchen — «девочка») она обязана родителям, которые не хотели давать дочери обычное американское имя. Родители Мэдхен Джуди и Билл развелись, когда девочке было два с половиной года. Некоторое время спустя мать Мэдхен вышла замуж повторно за музыканта.
Под руководством отчима в возрасте трёх лет Мэдхен начала учиться игре на фортепьяно. Позже она освоила и другие музыкальные инструменты: контрабас, скрипку и гитару.
Решение стать актрисой созрело у Амик ещё в школьные годы. Она брала уроки актёрского мастерства в школе Роберта МакКвина в Рино и занималась хореографией (степ, балет, джаз, современный танец).

## Карьера
В 1987 году в возрасте 16 лет Мэдхен переехала в Лос-Анджелес, чтобы заняться актёрской карьерой. В начале она завоевала признание в качестве модели и танцовщицы в нескольких видеоклипах Рика Эстли и Хулио Иглесиаса. Затем последовали роли в телесериалах «Звёздный путь: Следующее поколение» и «Спасатели Малибу».
Настоящая известность ждала Мэдхен Амик после сыгранной в 1989—1990 годы роли избиваемой своим мужем Лео официантки Шелли Джонсон в телесериале Дэвида Линча «Твин Пикс». В 1991 году за эту роль она была номинирована на премию «Дайджест мыльных опер» как лучшая актриса второго плана.
В 1992 году Амик сыграла одну из главных ролей в триллере «Лунатики» по Стивену Кингу. Заслуживает упоминания и роль в фильме «Секс, ложь, безумие» в паре с Джеймсом Спейдером. Мэдхен также появилась в романтичной комедии «Уйти по-английски» (1995) и в триллере «Взрывной эффект» (1996).
Осенью 1995 года Амик вернулась на телевидение, где снялась в драматическом сериале канала CBS «Нью-Йорк, Центральный парк». В 1998 году она сыграла главную роль в обновленном выпуске «Остров Фантазий». Также снялась в известных сериалах «Девочки Гилмор», «Скорая помощь», «Джоуи» В 2006 году Амик сыграла одну из главных ролей в ситкоме «Фредди», однако сериал был отменён после первого сезона. Мэдхен Амик появилась на телеканале NBC в трёх эпизодах сериала «Похищенный», сыграв роль убийцы. В 2007 году у неё была ведущая роль в коротком музыкальном сериале «Вива Лафлин».
Амик сыграла второстепенную роль во втором сезоне сериала «Сплетница», где её героиней увлёкся Нейт Арчибальд. Также появилась во втором сезоне сериала «Блудливая Калифорния». В 2008 году Амик появилась в роли жены Генри Спиви (Кристиан Слейтер) в сериале «Мой личный враг». В 2010 году сыграла Дэниэл Маркетти в сериале «Схватка». Амик снялась как приглашенная звезда в таких сериалах, как «Белый воротничок» (2010), «Двойник» (2011), «Безумцы» (2011), «До смерти красива» (2012), «Красавица и чудовище». С 2013 по 2014 год она играла одну из ролей в сериале «Ведьмы Ист-Энда».
Начиная с 2017 года, Амик исполняет роль Элис Купер, матери Бетти Купер, в подростковой телевизионной драме «Ривердейл».

## Личная жизнь
16 декабря 1990 года Амик вышла замуж за Дэвида Алексиса. У пары двое детей — сын Сильвестр Тайм Амик-Алексис (род. 5 июля 1992) и дочь Мина Тобиас Амик-Алексис (род. 2 сентября 1993).

## Фильмография
| Год       |    | Русское название                       | Оригинальное название                   | Роль                                  |
| --------- | -- | -------------------------------------- | --------------------------------------- | ------------------------------------- |
| 1989      | с  | Звёздный путь: Следующее поколение     | Star Trek: The Next Generation          | Аня                                   |
| 1989      | с  | Спасатели Малибу                       | Baywatch                                | Лори Харрис                           |
| 1990      | тф | Большой секс-скандал по-американски    | The Great American Sex Scandal          | Мисс Додсворт                         |
| 1990      | тф | Этой ночью я опасна                    | I’m Dangerous Tonight                   | Эми                                   |
| 1990—1991 | с  | Твин Пикс                              | Twin Peaks                              | Шелли Джонсон                         |
| 1990      | ф  | Не говори ей, что это я                | Don’t Tell Her It’s Me                  | Мэнди                                 |
| 1991      | тф | В самый первый раз                     | For the Very First Time                 | Ронда                                 |
| 1991      | ф  | Инопланетянин в чужом теле             | The Borrower                            | Меган                                 |
| 1992      | с  | Пятый угол                             | The Fifth Corner                        | Роковая блондинка                     |
| 1992      | ф  | Лунатики                               | Sleepwalkers                            | Таня Робертсон                        |
| 1992      | ф  | Твин Пикс: Сквозь огонь                | Twin Peaks: Fire Walk with Me           | Шелли Бриггс                          |
| 1993      | ф  | Секс, ложь, безумие                    | Dream Lover                             | Лена Матерс                           |
| 1993      | ф  | Любовь, измена и воровство             | Love, Cheat & Steal                     | Лорен Харрингтон                      |
| 1994      | ф  | Пойманный в раю                        | Trapped in Paradise                     | Сара Коллинс                          |
| 1995      | ф  | Уйти по-английски                      | French Exit                             | Зина                                  |
| 1995      | тф | Внутренний двор                        | The Courtyard                           | Лорен                                 |
| 1995      | с  | Падшие ангелы                          | Fallen Angels                           | миссис Корделл                        |
| 1995—1996 | с  | Нью-Йорк, Центральный парк             | Central Park West                       | Керри Фэйрчайлд                       |
| 1996      | ф  | Взрывной эффект                        | Bombshell                               | Анджелина                             |
| 1997      | ф  | Рана                                   | Wounded                                 | Джули Клейтон                         |
| 1997      | тф | Бессердечный                           | Heartless                               | Энн 'Энни' О'Киф                      |
| 1998      | ф  | Поворот судьбы                         | Twist of Fate                           | Рейчел Двайер                         |
| 1998      | тф | Сезон охоты                            | The Hunted                              | Саманта Кларк                         |
| 1998—1999 | с  | Остров фантазий                        | Fantasy Island                          | Ариэль                                |
| 1999      | с  | Бухта Доусона                          | Dawson’s Creek                          | Николь Кеннеди                        |
| 1999      | тф | Мистер Рок-н-Ролл: История Алана Фрида | Mr. Rock 'n' Roll: The Alan Freed Story | Джекки МакКой                         |
| 2000      | ф  | Список                                 | The List                                | Габриэль Митчелл                      |
| 2001      | тф | Палач                                  | Hangman                                 | Грейс Митчелл                         |
| 2001      | ф  | Лицом к лицу                           | Face to Face                            | Джейми                                |
| 2001      | ф  | Сцены преступления                     | Scenes of the Crime                     | Кармен                                |
| 2002      | тф | Крысы                                  | The Rats                                | Сьюзен Костелло                       |
| 2002      | ф  | Глобальная угроза                      | Global Effect                           | доктор Сера Левитт                    |
| 2002—2003 | с  | Девочки Гилмор                         | Gilmore Girls                           | Шерри Тинсдейл                        |
| 2003      | с  | Верховные королевы                     | Queens Supreme                          | Лиза Сэлинджер                        |
| 2003      | с  | Счастливая карта                       | Wild Card                               | Кристал Стивенсон                     |
| 2003      | с  | Эд                                     | Ed                                      | Си Си Ройс                            |
| 2004—2005 | с  | Скорая помощь                          | ER                                      | Wendall Meade                         |
| 2005      | тф | Убийственный обман                     | Lies and Deception                      | Джин Брукс                            |
| 2005      | с  | Джейк вчера, сегодня, завтра           | Jake in Progress                        | Кайли                                 |
| 2005      | с  | Джоуи                                  | Joey                                    | Сара                                  |
| 2005      | ф  | Четыре направления пригорода           | Four Corners of Suburbia                | Рейчел                                |
| 2005—2006 | с  | Фредди                                 | Freddie                                 | Эллисон                               |
| 2006      | с  | Закон и порядок                        | Law & Order                             | Алиса Гудвин                          |
| 2006—2007 | с  | Похищенный                             | Kidnapped                               | Yvonne Guttman                        |
| 2007      | с  | Вива Лафлин                            | Viva Laughlin                           | Натали Холден                         |
| 2008      | с  | Акула                                  | Shark                                   | Джина Ромеро                          |
| 2008      | тф | Вердикт                                | The Verdict                             | Кристин                               |
| 2008      | с  | Сплетница                              | Gossip Girl                             | герцогиня Кэтрин Битон                |
| 2008      | с  | Блудливая Калифорния                   | Californication                         | Дженни Джонс                          |
| 2008      | с  | Мой личный враг                        | My Own Worst Enemy                      | Анжелика 'Энджи' Спайви               |
| 2009      | тф | Закон                                  | The Law                                 | Лиз                                   |
| 2010      | тф | Признание вины                         | Pleading Guilty                         | Brushy                                |
| 2010      | с  | Схватка                                | Damages                                 | Дэниэл Маркетти                       |
| 2010      | с  | C.S.I.: Место преступления Нью-Йорк    | CSI: NY                                 | Дэниэл Маркетти                       |
| 2010      | тф | Молитвы без ответа                     | Unanswered Prayers                      | Ава Андерссон                         |
| 2011      | тф | Метро                                  | Metro                                   | Мэри МакКарти                         |
| 2011      | ф  | Пастырь                                | Priest                                  | Шэннон Пейс                           |
| 2011      | с  | Белый воротничок                       | White Collar                            | Селина                                |
| 2012      | с  | Ясновидец                              | Psych                                   | Жаклин Медейрос                       |
| 2012      | с  | В простом виде                         | In Plain Sight                          | Заместитель директора Сьюзен Кэмпбелл |
| 2012      | с  | Безумцы                                | Mad Men                                 | Андреа Родос                          |
| 2012      | с  | Двойник                                | Ringer                                  | Грир Шеридан                          |
| 2012      | с  | До смерти красива                      | Drop Dead Diva                          | Джина Блант                           |
| 2012      | с  | Политические животные                  | Political Animals                       | Минди Мейерс                          |
| 2012      | с  | Красавица и чудовище                   | Beauty and the Beast                    | Лоис Витворт                          |
| 2013—2014 | с  | Ведьмы Ист-Энда                        | Witches of East End                     | Венди Бошам                           |
| 2013—2014 | с  | Лонгмайер                              | Longmire                                | Дина                                  |
| 2015      | с  | Американская история ужасов            | American Horror Story                   | миссис Эллисон                        |
| 2016      | с  | Любовь                                 | Love                                    | мама                                  |
| 2017—2023 | с  | Ривердейл                              | Riverdale                               | Элис Купер                            |
| 2017      | с  | Твин Пикс                              | Twin Peaks                              | Шелли Бриггс                          |